# SMBIOS
В компьютерной области спецификация System Management BIOS (SMBIOS) (BIOS управления системой) определяет структуру данных (метод доступа) в BIOS, позволяющую пользователю или приложению сохранять и извлекать информацию, специфичную для данного компьютера. Примерно в 1999 году спецификация стала частью Distributed Management Task Force (DMTF). Перед интеграцией функциональность SMBIOS носила название DMIBIOS, так как нацелена была на взаимодействие с Desktop Management Interface (DMI). Примерно в это же время корпорация Microsoft начала требовать от OEM-производителей и поставщиков BIOS поддержки данного интерфейса для успешной сертификации Microsoft.
DMTF выпустила актуальную версию 3.1.0 спецификации 21 ноября 2016 г.
Сами структуры данных находятся в области памяти между адресами F0000 и 100000. Программа dmidecode, например, ищет данные по сигнатуре _SM_ или _DMI_.
Примером информации, которая может быть получена через SMBIOS, является информация о BIOS, серийные номера, производитель и модель материнской платы, информация о корпусе, информация о процессоре, а также различных устройствах на плате.
Физически данная информация находится в BIOS материнской платы и обновляется актуальными значениями при запуске («Verifying DMI pool data»). Однако, производитель материнских плат не может располагать всей информацией (например серийным номером корпуса) и оставляет поля не заполненными («To be filled by O.E.M.»).

## Команды
Для вывода информации SMBIOS в Solaris и OpenSolaris используется команда smbios.
В Linux есть команда dmidecode.